# Hickman's Harbour-Robinson Bight
Hickman's Harbour-Robinson Bight is een local service district en designated place in de Canadese provincie Newfoundland en Labrador.

## Geschiedenis
Het local service district (LSD) werd opgericht in het jaar 1997, waardoor het dorp Hickman's Harbour en het gehucht Robinson Bight voor het eerst een beperkte vorm van lokaal bestuur kregen. Hickman's Harbour-Robinson Bight werd vanaf de daaropvolgende volkstelling door Statistics Canada ook erkend als een designated place (DPL).

## Geografie
Het LSD ligt in het zuiden van Random Island, een groot eiland voor de oostkust van Newfoundland. De hoofdplaats is het dorp Hickman's Harbour, dat gelegen is aan een inham van Northwest Arm. Zo'n 5 km naar het westen toe ligt Robinson Bight. Dat gehucht ligt een eindje van zee en is gelegen aan provinciale route 231.
Hickman's Harbour-Robinson Bight ligt ten zuiden van Britannia en grenst in het westen aan het LSD Random Island West.

## Demografie
Volgens de volkstelling van 2021 telde de DPL Hickman's Harbour-Robinson Bight toen 215 woningen, waarvan er 150 permanent bewoond waren. Een gemiddeld huishouden telde dus 2,3 personen. Alle inwoners hadden anno 2021 de Canadese nationaliteit en het Engels als moedertaal. Niemand was er dat jaar een andere taal dan het Engels machtig.
| Demografische ontwikkeling van Hickman's Harbour-Robinson Bight tussen 2001 en 2021 |
| ----------------------------------------------------------------------------------- |
|                                                                                     |
| Bron: Statistics Canada (2001–2006, 2011–2016, 2021)                                |